# Fällesjön (Svenarums socken, Småland)
Fällesjön är en sjö i Vaggeryds kommun i Småland och ingår i Lagans huvudavrinningsområde. Sjön är 14,2 meter djup, har en yta på 0,408 kvadratkilometer och är belägen 216 meter över havet. Sjön avvattnas av vattendraget Vedabäcken. Vid provfiske har abborre, braxen, gädda och mört fångats i sjön.

## Delavrinningsområde
Fällesjön ingår i det delavrinningsområde (636920-140941) som SMHI kallar för Mynnar i Lagan. Avrinningsområdets medelhöjd är 222 meter över havet och ytan är 35,95 kvadratkilometer. Det finns inga delavrinningsområden uppströms utan avrinningsområdet är högsta punkten. Vedabäcken som avvattnar avrinningsområdet har biflödesordning 2, vilket innebär att vattnet flödar genom totalt 2 vattendrag innan det når havet efter 205 kilometer. Delavrinningsområdet består mestadels av skog (72 procent) och sankmarker (16 procent). Avrinningsområdet har 0,41 kvadratkilometer vattenytor vilket ger det en sjöprocent på 1,1 procent.